# Dimitrios Dimitriu
Dimitrios Dimitriu, gr. Δημήτριος Δημητρίου (ur. 11 lutego 1962) – cypryjski sportowiec, specjalizujący się w żeglarstwie sportowym.
Uczestnik Letnich Igrzysk Olimpijskich 1980. W parze z Panajotisem Nikolau zajął 14. miejsce w klasie 470.